# Jochen Lengemann
Jochen Lengemann, né le 10 janvier 1938 à Cassel, est un juriste et homme politique allemand, membre de l'Union chrétienne-démocrate (CDU).

## Biographie et carrière
Il est vice-président du Landtag de Hesse du 1er décembre 1982 au 13 octobre 1983 et du 23 avril 1987 au 22 juillet 1988.
Il est ministre d'État de Thuringe du 8 novembre 1990 au 28 février 1992 au sein du cabinet Duchač.

## Publications
Lengemann est l'auteur de plusieurs ouvrages sur l'histoire parlementaire allemande. En voici une sélection : 
- (de) Président du Parlement régional de Hesse (éd.), Das Hessen-Parlament 1946–1986. Biographisches Handbuch des Beratenden Landesausschusses, der Verfassungsberatenden Landesversammlung und des Hessischen Landtags (1.–11. Wahlperiode), Francfort-sur-le-Main, Insel-Verlag, 1986 (ISBN 3-458-14330-0, lire en ligne [PDF]).
- (de) Parlamente in Hessen 1808–1813, Wiesbaden, Insel Verlag, 1991.
- (de) Landtag und Gebietsvertretung von Schwarzburg-Rudolstadt 1821–1923, Iéna, G. Fischer, 1994.
- (de) MdL Hessen 1808–1996. Biographischer Index. Herausgegeben im Auftrag des Hessischen Landtags (= Politische und parlamentarische Geschichte des Landes Hessen, n° 14), Marburg, Elwert, 1996,  (ISBN 3-7708-1071-6).
- (de) Landtag und Gebietsvertretung von Schwarzburg-Sondershausen 1843–1923., Iéna, G. Fischer, 1998.
- (de) Das Deutsche Parlament (Erfurter Unionsparlament) von 1850., Iéna, G. Fischer, 2000.
- (de) Günther XLI. Graf von Schwarzburg in Diensten Karls V. und Philipps II. in den Niederlanden (1550) 1551–1559 (1583). Briefe, Berichte und andere Dokumente aus den Jahren 1550–1583, édition retravaillée, Weimar/Iéna, Hain, 2003.
- (de) Residenzen im 19. Jahrhundert. Selbstzeugnisse zum höfischen, gesellschaftlichen und kulturellen Leben in Sondershausen und Arnstadt., édition retravaillée par Konrad Bärwinkel, Weimar/Iéna, Hain, 2004.
- (de) Bürgerrepräsentation und Stadtregierung in Kassel 1835–1996, Marburg o. J.
- (de) Bürgerrepräsentation und Stadtregierung in Kassel 1835–2006, Historische Kommission für Hessen, Marburg, 2009,  (ISBN 978-3-86354-135-4).
- (de) Thüringische Landesparlamente 1919–1952. Biographisches Handbuch., Cologne/Weimar/Vienne, Böhlau, 2014,  (ISBN 978-3-412-22179-9).